# Savi (arrondissement)
Pour les articles homonymes, voir Savi.
Savi  est un arrondissement de la commune de Ouidah localisé dans le département de l'Atlantique dans le Sud du Bénin,.

## Histoire et toponymie

### Histoire
Aujourd'hui arrondissement rural périphérique, Savi a été l'ancienne capitale du royaume Xweda ou Houéda en Français. Les Xweda avec à leur tête, le chef Ahoho fonde à la première moitié du XVIe siècle, le royaume Xweda de Sahé dont Savi sera la capitale. Ce royaumes sera grâce à des conflits internes vaincu en 1727 par celui d'Abomey. La guerre entre les Fon d'Abomey et les Houéda de Ouidah s'est déroulée entre 1717 et 1727. À l'époque, les Xweda sous le roi Houffon s'opposait au roi Agadja contre sa politique de conquêtes effrénée de territoires. Houffon tué par Agadja fut le dernier roi du royaume de Savi à la suite de l'attaque de 1727. Savi abrite la forêt sacrée de Yênouzun qui est toujours source de conflits entre les deux ethnies qui se revendiquent la propriété,,.
Savi devient officiellement un arrondissement de la commune de Ouidah le 27 mai 2013 après la délibération et adoption par l'Assemblée nationale du Bénin en sa séance du 15 février 2013 de la loi n° 2013-O5 du 15 février 2013 portant création, organisation, attributions et fonctionnement des unités administratives locales en République du Bénin.

## Géographie
Savi abrite la Forêt sacrée de Yênouzun.

## Administration
Savi fait partie des 10 arrondissements que compte la commune de Ouidah. Il est composé de 08 villages et quartiers de ville sur les 60 que totalise la commune. Il s'agit de :
1. Adjohoundja-Monso
2. Assogbénou-Daho
3. Bossouvi
4. Dèkouènou
5. Houéyiho
6. Minantinkpon
7. Ouèssè
8. Savi-Houéton[1]

## Population
Selon le recensement général de la population et de l'habitation(RGPH4) de l'institut national de la statistique et de l'analyse economique(INSAE) au Bénin en 2013, la population de Savi compte 2221 ménages pour 9785 habitants.
| Indicateur           | 2013 |
| -------------------- | ---- |
| Nombre de ménages    | 2221 |
| Population féminine  | 4895 |
| Population masculine | 4890 |
| Population totale    | 9785 |

### Galerie de photos

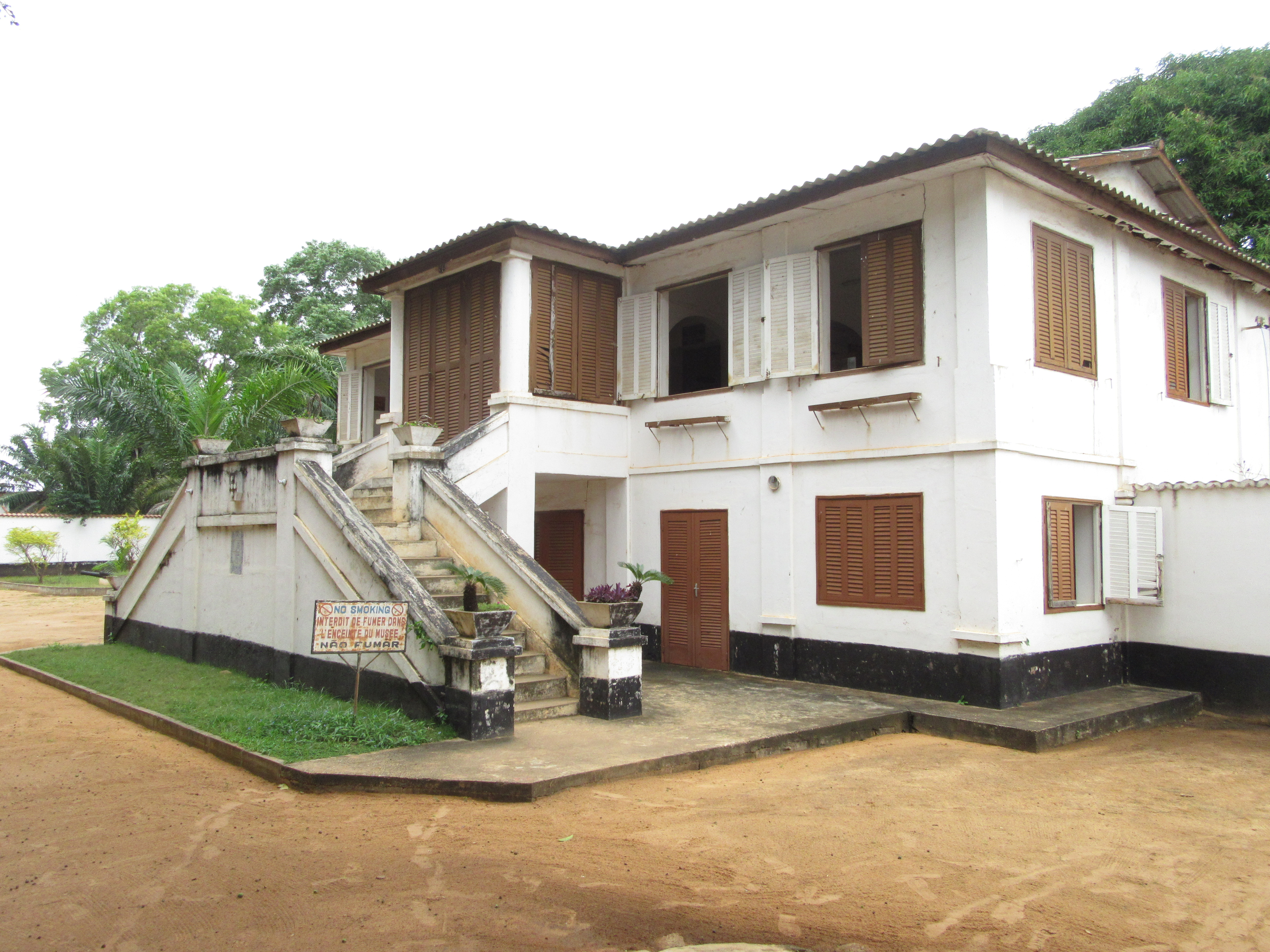
Vue de face du Fort Portugais
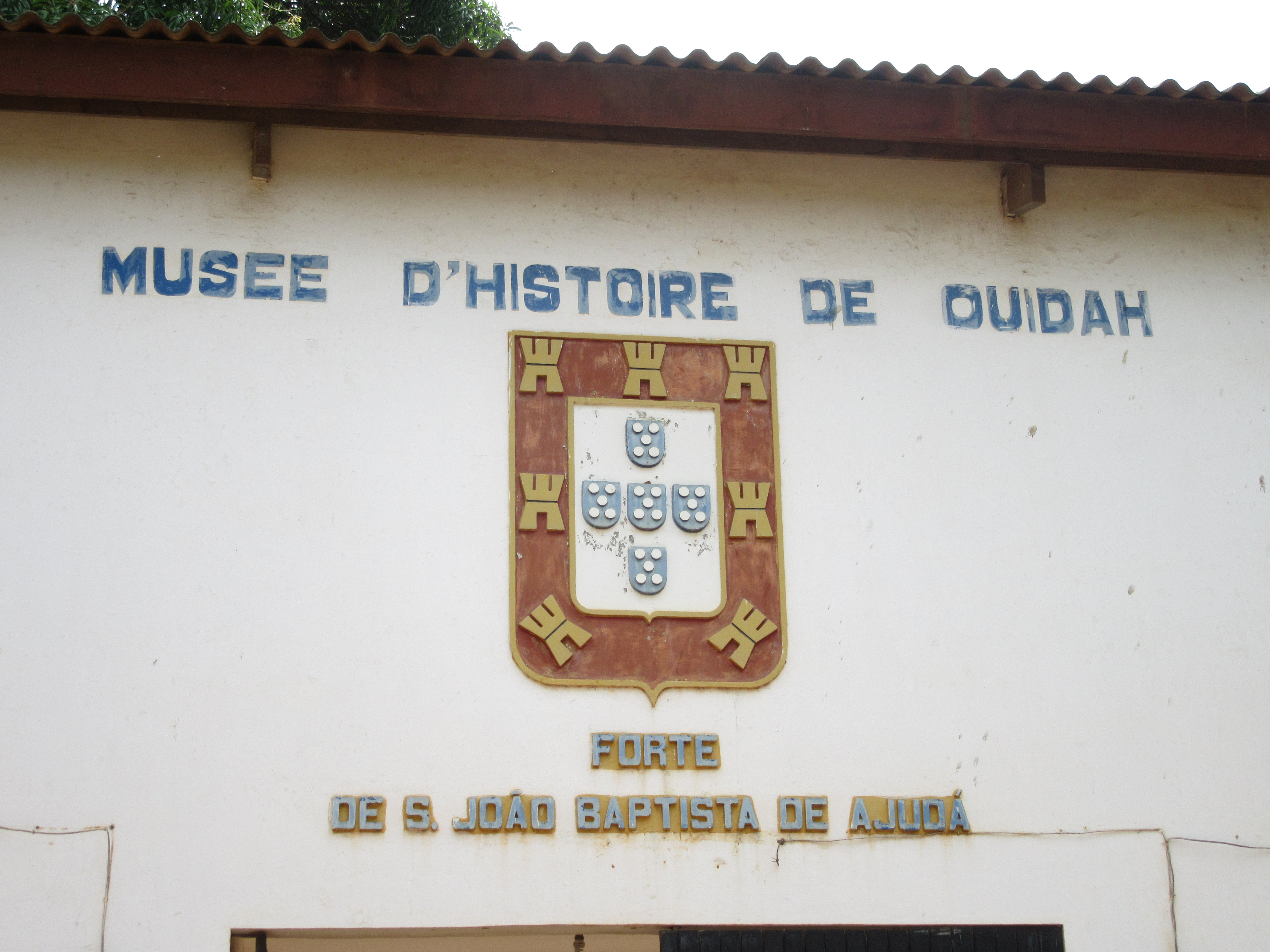
Le musée d’histoire de Ouidah
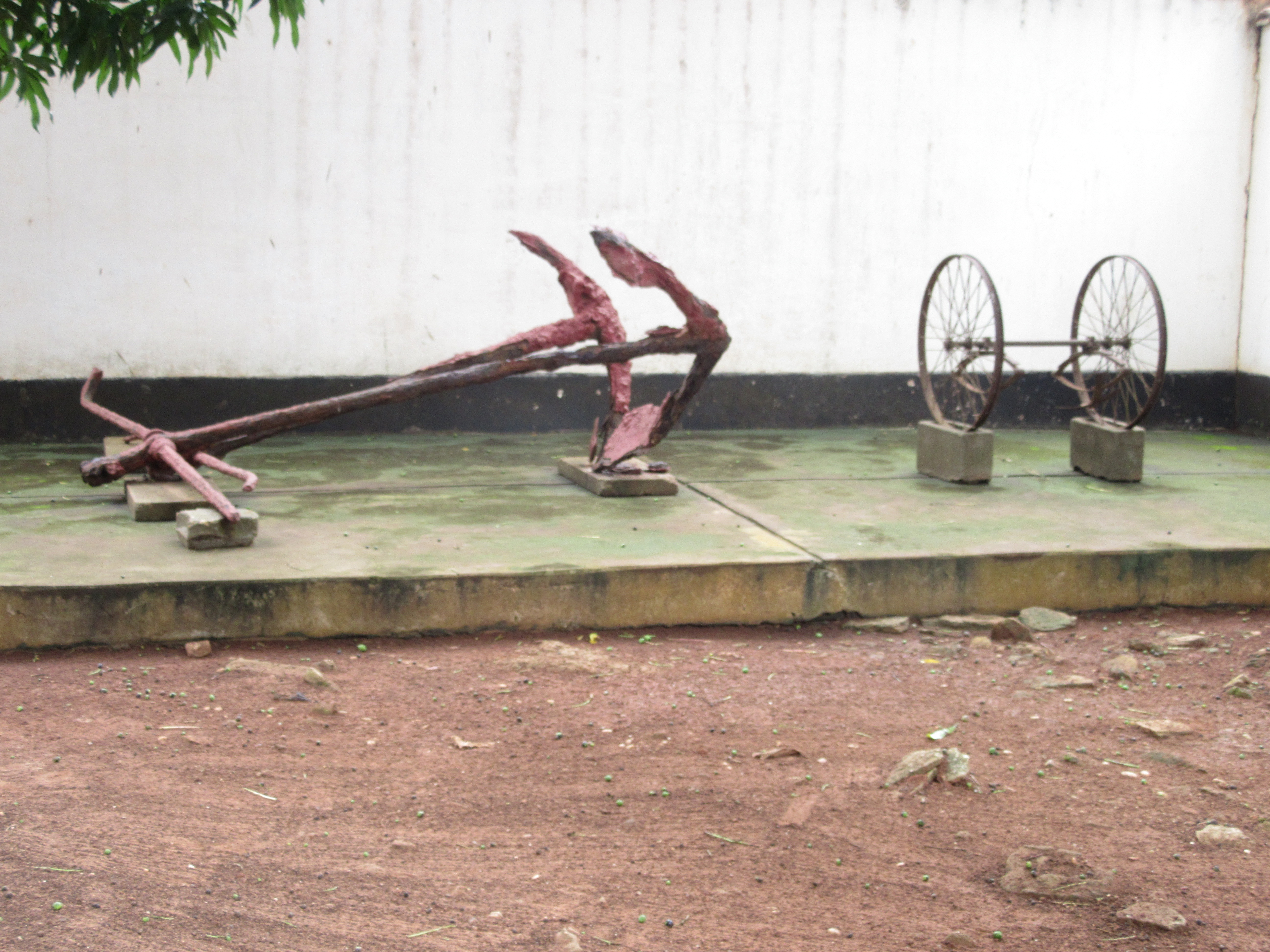
Les encres des bateaux
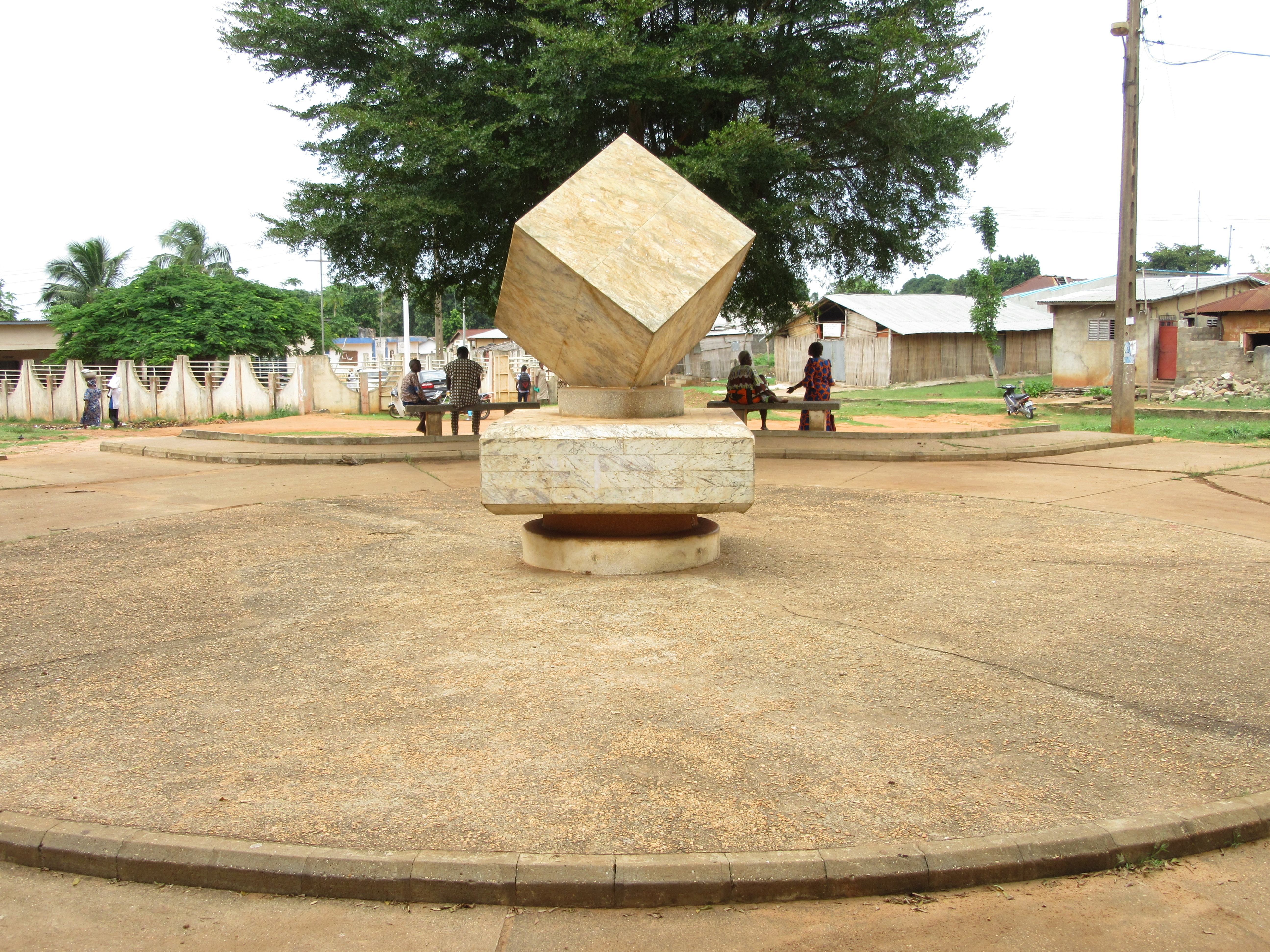
Vue de la pose de la 1ere pierre du Fort Portugais
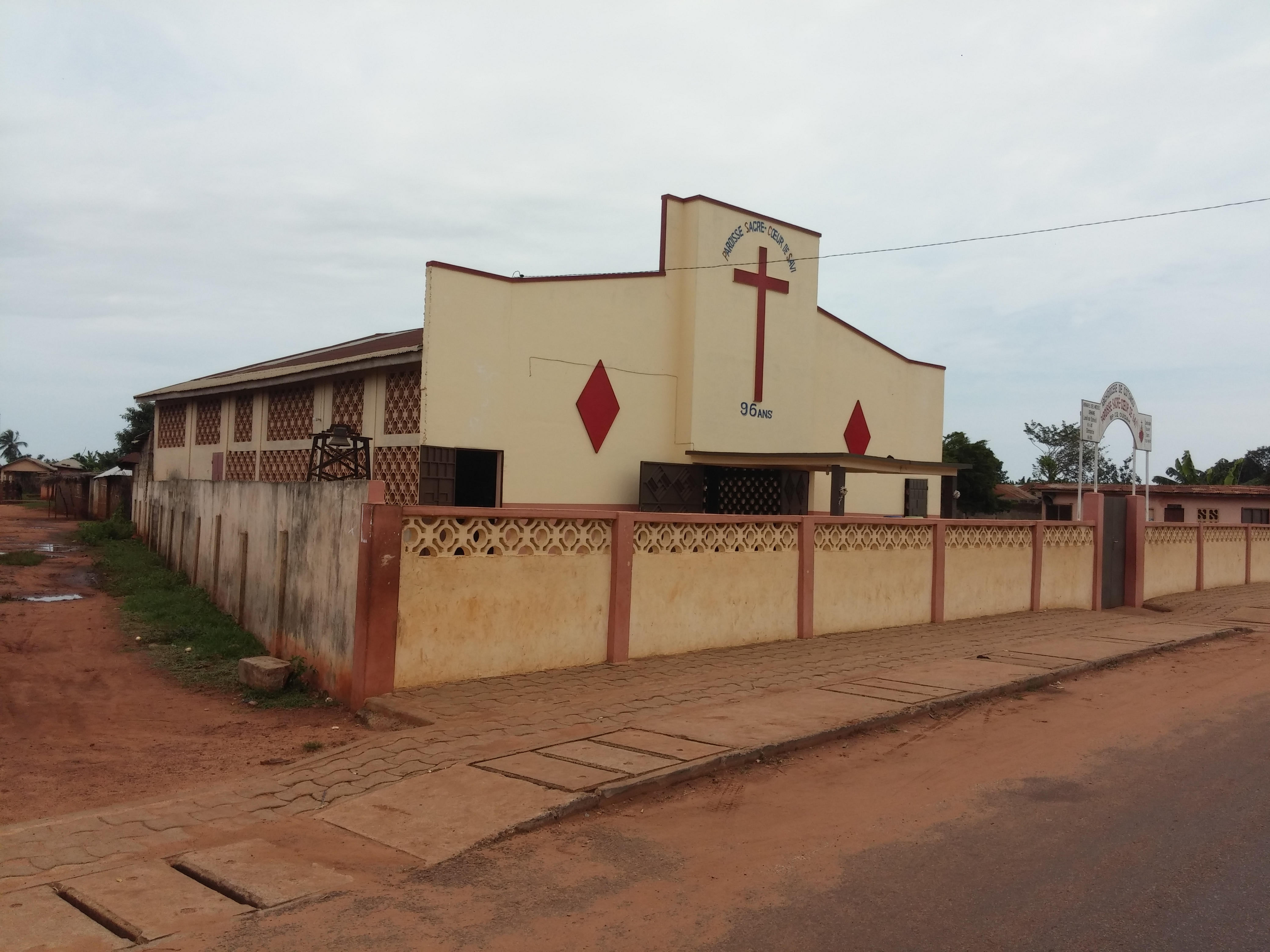
Paroisse Sacré-Cœur de Savi
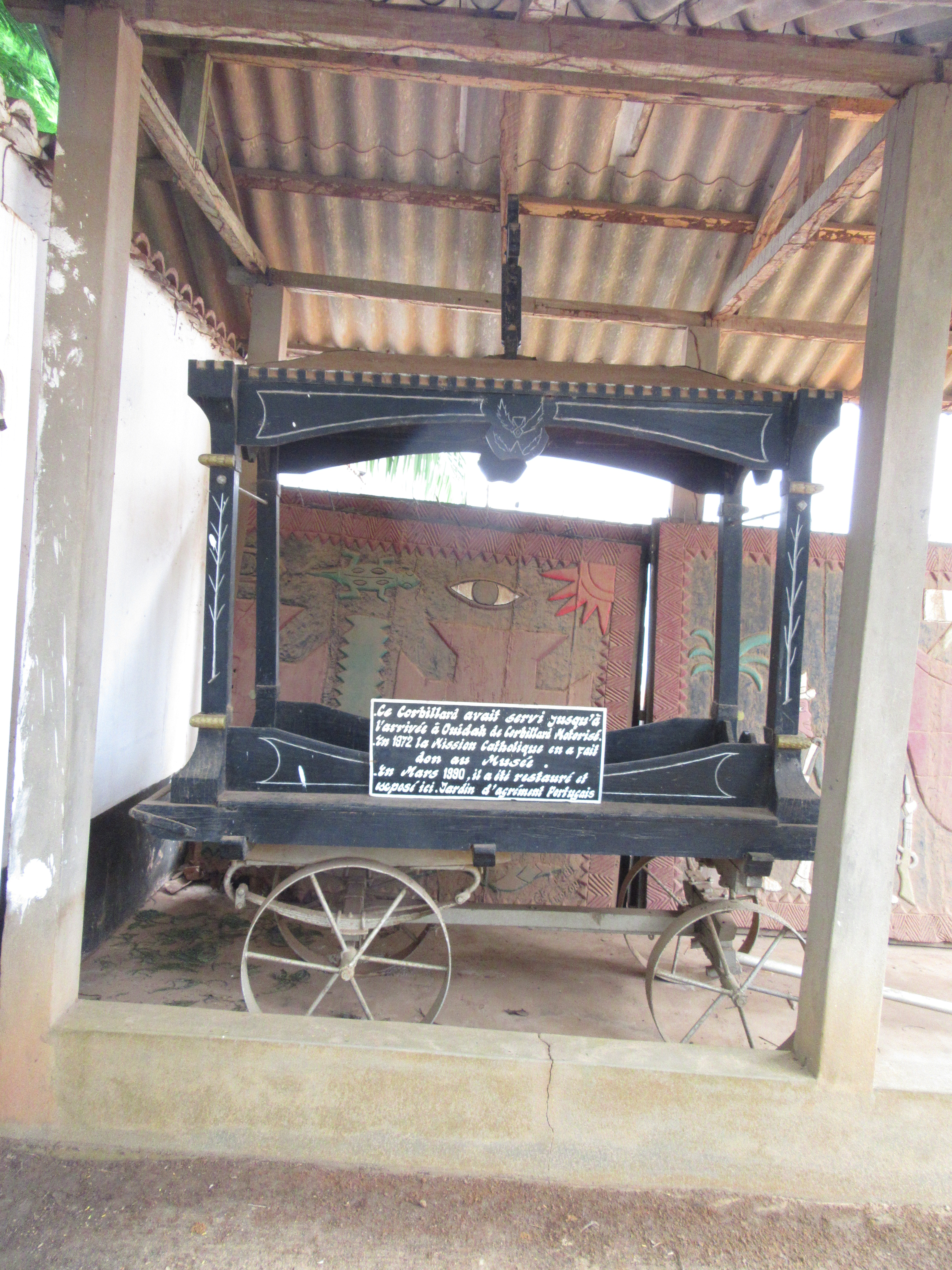
Vue d'un chariot au Fort Portugais
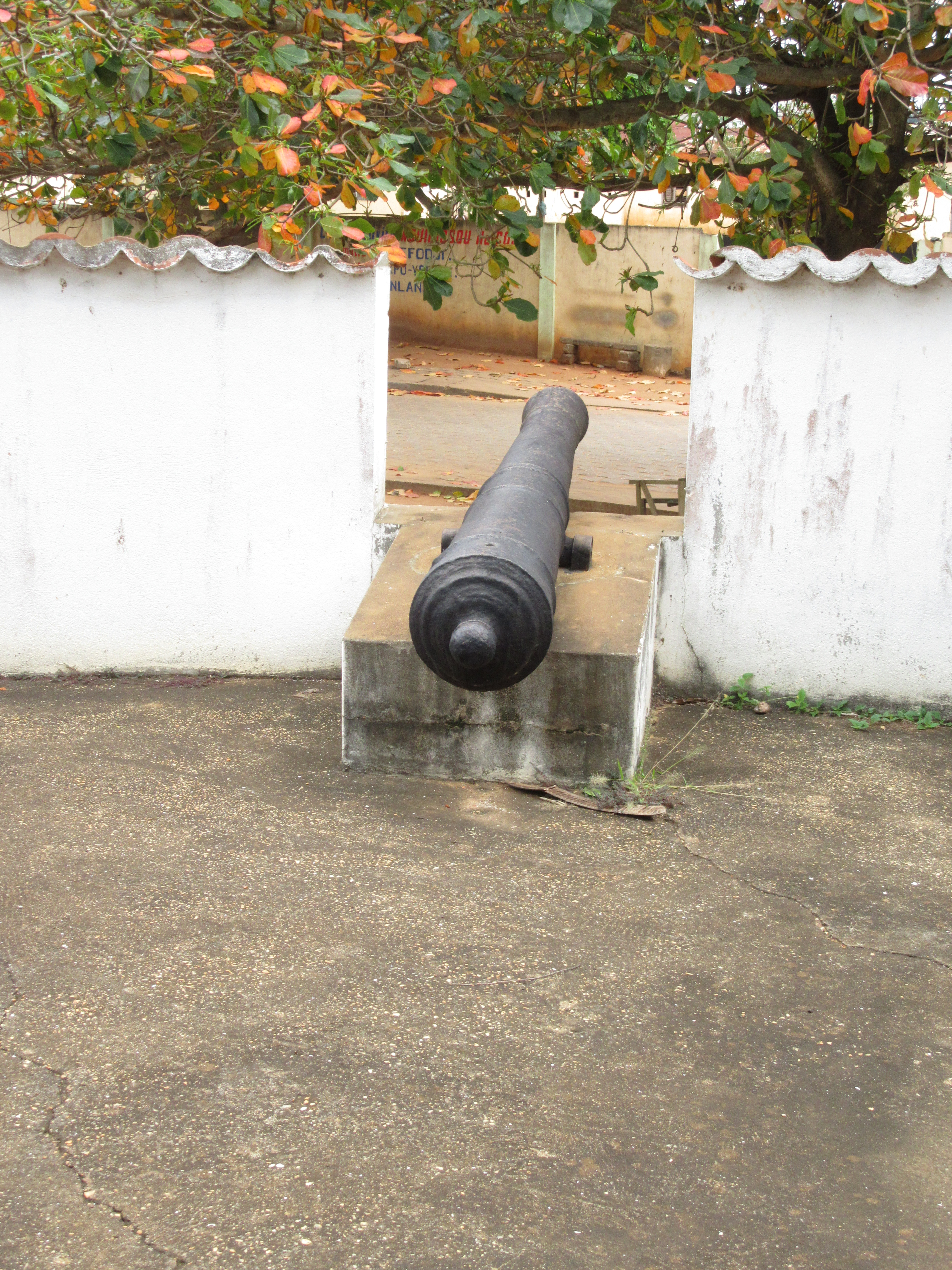
Un canon de surveillance au Fort Portugais